# Fiodor Bokow
Fiodor Jefimowicz Bokow ros. Фёдор Ефимович Боков (ur. 25 grudnia 1903?/7 stycznia 1904 we wsi Alfiorowka w rejonie nowochopiorskim w obwodzie woroneskim, zm. 25 października 1984 w Moskwie) – radziecki dowódca wojskowy, generał porucznik.

## Życiorys
Od listopada 1926 służył w Armii Czerwonej, student-czerwonoarmista w szkole pułku łączności, sekretarz biura Komsomołu, potem biura partyjnego pułku strzeleckiego i szkoły pilotów morskich Północno-Kaukaskiego Okręgu Wojskowego. Od 1927 w WKP(b), 1930 skończył wojskowo-polityczny kurs w Ukraińskim Okręgu Wojskowym, a 1937 Wojskową Akademię Polityczną im. W.I. Lenina. 
Od sierpnia 1937 kolejno komendant roku, dziekan wydziału, zastępca komendanta Wojskowej Akademii Politycznej w Leningradzkim Okręgu Wojskowym później w Moskiewskim Okręgu Wojskowym. 
8 marca 1939 mianowany do stopnia komisarz brygadowy, 14 listopada 1939 – komisarz dywizyjny. Od sierpnia 1941 komisarz, zastępca szefa Sztabu Generalnego ds. organizacyjnych, od 4 sierpnia 1942 w stopniu generała majora, a od 30 stycznia 1943 generała porucznika. Od kwietnia 1943 członek Rady Wojennej Frontu Północno-Zachodniego, a od czerwca 1944 Rady Wojennej 5 Armii Uderzeniowej 2 Frontu Nadbałtyckiego, potem 1 i 2 Frontu Białoruskiego oraz 1 Frontu Ukraińskiego. Uczestnik operacji jassko-kiszyniowskiej i wiślańsko-odrzańskiej. Czerwiec 1945 – listopad 1946 członek Rady Wojskowej Grupy Wojsk Radzieckich w Niemczech ds. Radzieckiej Administracji Wojskowej. Od maja 1947 zastępca dowódcy ds. politycznych Nadwołżańskiego Okręgu Wojskowego, 1951 skończył Wyższą Akademię Wojskową im. Woroszyłowa, od października 1952 zastępca dowódcy ds. szkolenia bojowego Woroneskiego Okręgu Wojskowego. Od września 1955 zastępca szefa ds. politycznych Głównego Zarządu Wyszkolenia Bojowego, komendant Wyższych Kursów Oficerów Politycznych Ministerstwa Obrony ZSRR, od lipca 1961 na emeryturze.

## Odznaczenia
- Order Lenina (dwukrotnie)
- Order Czerwonego Sztandaru (trzykrotnie)
- Order Kutuzowa I klasy
- Order Bohdana Chmielnickiego I klasy
- Order Wojny Ojczyźnianej I klasy
- Order Czerwonej Gwiazdy (dwukrotnie)
- Order „Znak Honoru”
- Medal 100-lecia urodzin Lenina
- Medal „Za zdobycie Berlina”
- Medal „Za zwycięstwo nad Niemcami w Wielkiej Wojnie Ojczyźnianej 1941–1945”
- Medal jubileuszowy „Dwudziestolecia zwycięstwa w Wielkiej Wojnie Ojczyźnianej 1941–1945”
- Medal jubileuszowy „Trzydziestolecia zwycięstwa w Wielkiej Wojnie Ojczyźnianej 1941–1945”
- Medal „Weteran Sił Zbrojnych ZSRR”
- Medal jubileuszowy „30 lat Armii Radzieckiej i Floty”
- Medal jubileuszowy „40 lat Sił Zbrojnych ZSRR”
- Medal jubileuszowy „50 lat Sił Zbrojnych ZSRR”
- Medal jubileuszowy „60 lat Sił Zbrojnych ZSRR”

I odznaczenia zagraniczne